# Anna Beata Bohdziewiczová
Anna Beata Bohdziewiczová (nepřechýleně Anna Beata Bohdziewicz; * 1950 v Lodži) je polská fotografka, publicistka a kurátorka výstav. Žije a pracuje ve Varšavě.

## Životopis
Je vnučka Walentyny Medveděvové (herečka, původem Ruska) a Piotra Demkowského ( certifikovaný major pěchoty polské armády, účastník války s bolševiky, odsouzen k smrti, degradován a popraven v roce 1931 za špionážní činnost pro SSSR). Dcera ředitele prof. Antoniho Bohdziewicze a filmové scenáristky Ariadny Demkowské.
Zpočátku studovala archeologii a po půl roce změnila obor na etnografii na Varšavské univerzitě, kterou absolvovala v roce 1974. V letech 1974–1980 pracovala ve společnosti Przedsiębiorstwo Realizacji Filmów, mimo jiné jako asistentka a druhá režisérka na filmech s Walerianem Borowczykem, Krzysztofem Kieślowskim, Filipem Bajonem nebo Andrzejem Trzos-Rastawieckim.
V roce 1981 se zapojila do aktivit Mazovského regionu NSZZ Solidarność. V letech 1983–1989 spolupracovala s undergroundovým tiskem. Byla aktivní účastnicí „církevních“ výstav pořádaných ve Varšavě Januszem Boguckim a Antoninou Smolarz.
Od 90. let 20. století připravuje zprávy pro redakce, včetně například: Tygodnik Powszechny, Gazeta Wyborcza, The Independent, Zeszyty Literackie, Konteksty a také online magazín věnovaný fotografii Fototapeta. Rok působila jako fotoeditorka v Gazeta Wyborcza. Pracuje jako fotografka na volné noze.
Od roku 1982 vede Fotodziennik, který má v současnosti přibližně 6000 stran a je záznamem nejnovější historie Polska i soukromého života autorky. Osobní popisky pod fotografiemi tomu dodávají další hodnotu. Od roku 1997 pracuje na cyklu "Antypocztówka z...", realizovaném mimo jiné ve Varšavě, Berlíně, Cannes, Jeruzalémě, Pekingu.
Je držitelkou mnoha ocenění, včetně: : Ceny umělecké rady ZPAF za nejlepší debut v roce 1985; Mladá umělecká cena Stanisław Wyspiański v roce 1985; ceny Nezávislého sdružení polských novinářů v roce 1987. V roce 1998 obdržela odznak zasloužilá kulturní aktivistka. V roce 2007 byla oceněna Důstojnickým křížem Řádu Polonia Restituta za úspěchy v oblasti nezávislé fotografie. V roce 2010 obdržela medaili „10 let Ústavu národní paměti“.

## Samostatné výstavy
- 1974 – pierwsza wystawa, pracownia prof. Zofii Demkowskiej, Varšava
- 1978 – „Chorasan”, Galeria Krytyków, Varšava
- 1980 – „Afganistan”, Galeria ŁTF, Łódź
- 1983 – „Prawie rok” (pierwsza wystawa „Fotodziennika”), Galeria ZPAF, Kraków
- 1984 – „Droga Krzyżowa”, Kościół pw. św. Maksymiliana Kolbego, Mistrzejowice
- 1984 – „Afganistan – wspomnienie z podróży”, Galeria Foto-Video, Kraków
- 1984 – „Kapliczki warszawskie”, Galeria Forma, Varšava
- 1984 – „Piosenka o końcu świata – już ponad rok – Fotodziennik”, Galeria Od Nowa, Poznań
- 1985 – „Fotodziennik”, Galerie Zyndikaat, Berlin Zachodni
- 1985 – „Fotodziennik”, Bielska Galeria Fotografii, Bielsko-Biała
- 1986 – „Rzym – Fotodziennik”, pokaz domowy, Varšava
- 1986 – „Rzym – Fotodziennik”, Galeria Sceny Plastycznej KUL, Lublin
- 1987 – „Fotodziennik”, Galeria FF, Łódź
- 1987 – „Photodiary”, Natalie Klebenov Galery, Boston; Grey Art Gallery, New York University, Nowy Jork
- 1987 – „Fotodziennik – piąty rok”, Galeria ZPAF, Kraków
- 1988 – „Photodiary”, The Area Galery, Portland
- 1988 – „Photodiary”, Salzburg College Gallery, Salzburg
- 1989 – „Photodiary”, Red Eye Gallery, Rhode Island School of Design
- 1989 – „Fototagebuch”, Bartholomeuskirche, Berlin Wschodni
- 1990 – „Dziesięć lat ‘Solidarności’ w Polsce”, wystawa pokazywana w 60 krajach świata
- 1991 – „Droga Krzyżowa”, w ramach Artystycznego Misterium Wielkanocnego, Wołów
- 1991 – „Kapliczki warszawskie”, Muzeum Okręgowe, Radom
- 1991 – „Do kraju tego”, Galeria BWA, Koszalin
- 1994 – „Fototagebuch”, Humboldt Bibliotek, Berlin; Rathuas Galerie, Reinickendorf, Berlin
- 1995 – „Fotodziennik”, Galeria „Świat fotografii”, Varšava
- 1995 – „Fotodziennik”, Galeria FF, Łódź
- 1997 – „Antypocztówka z Warszawy”, Galeria Pokaz, Varšava
- 1997 – „Antypocztówka z Berlina”, Goethe-Institut, Varšava
- 1998 – „Dziennik Tunezyjski”, Mała Galeria, Varšava
- 2002 – „Fotodziennik 1982–1992”, 3. Biennale internationale de la photographie, Centre culturel „Les Chiroux”, Liège
- 2004 – „Antypocztówki”, Galeria „The Other Way”, Kraków
- 2004 – „Fotodziennik”, Instytut Polski, Miesiąc Fotografii, Bratysława
- 2005 – „Fotodziennik 1982–1992”, Galeria Związku Fotografów Litewskich, Wilno
- 2009 – „1989 – Fotodziennik, czyli piosenka o końcu świata”, Galeria Jabłkowskich, Varšava
- 2009 – „Kapliczki warszawskie”, Galeria Jabłkowskich, Varšava
- 2011 – „Fototagebuch aus Warschau (1991–2011)”, August Bebel Instytut, Berlin

## Účast na kolektivních výstavách
- 1983 – „Znak Krzyża”, kościół pw. Miłosierdzia Bożego, Varšava
- 1983 – „Ojczyzno moja”, kościół pw. św. Maksymiliana Kolbego, Mistrzejowice; kościół pw. Miłosierdzia Bożego, Varšava
- 1985 – „Oczekiwanie”, kościół św. Józefa, Ursus
- 1985 – 3. Dni Fotografii, Svídnice
- 1987 – „Photodiary”, w ramach wystawy „Out of Eastern Europe”, List Visual Arts Center, MIT, Boston; Rosa Esmon Gallery, New York; Art Space, San Francisco
- 1988 – „Fotodziennk 1982–1988”, w ramach wystawy „Polish Experimental Photography”, Liget Galeria, Budapeszt
- 1988 – „Photodiary”, w ramach wystawy „Private Photography from Eastern Europe”, The Baxter Galery, Portland; Randolph Street Galery, Chicago
- 1988 – „Fototagebuch”, w ramach wystawy „Zwischen Elbe und Wolga”, Lenbachhaus, Monachium
- 1988 – „Photodiary”, w ramach wystawy „Polish Perceptions”, Collins Galery, Glasgow
- 1989 – „Fotodziennik 1982–1989”, w ramach wystawy „Lochy Manhattanu”, garaże osiedla Manhattan, Łódź
- 1989 – „Zwischen Elbe und Wolga”, Neue Gesellschaft für Bildende Kunst, Berlin Zachodni
- 1989 – „Sztuka jako gest prywatny”, Galeria BWA, Koszalin
- 1990 – „Fotoberichte aus Polen”, Gasteig Galerie, Monachium; „Fotodziennik 1982–1990”, w ramach wystawy „Solidarność w Pradze”, Polski Instytut Kulturalny, Praga
- 1992 – „Czas smutku, czas nadziei”, Zachęta, Varšava
- 2001 – „Warszawa 1943 – Warszawa 1944. Fotograf nieznany”, kurator wystawy, Zamek Królewski w Warszawie, Varšava
- 2001 – „Fotodziennik 1999–2001”, w ramach wystawy „Czas fotografii. Czas w fotografii”, Częstochowa
- 2002 – „Antypocztówki”, w ramach wystawy „Wokół dekady”, Łódź, Muzeum Sztuki; Wrocław, Muzeum Narodowe; Bielsko-Biała, Galeria BWA
- 2002 – „Fotodziennik 1982–2002”, Varšava, Galeria Bezdomna; „Piękni i szczęśliwi”, Varšava, Galeria „Fret a porter”
- 2003 – „Fotodziennik – wybór czerwony”, w ramach wystawy „Zanikanie”, CSW Zamek Ujazdowski, Varšava
- 2003 – „Piękni i szczęśliwi”, w ramach wystawy „Sztuka i reklama”, Zachęta, Varšava; „Fotodziennik 1982–1989”, w ramach wystawy „Socland”, Muzeum Komunizmu, Kraków, Varšava, Łódź
- 2003 – „Miasto Kobiet?”, w ramach wystawy „Kobieta na duszę”, Galeria Manhattan, Łódź
- 2005 – „Solidarność – początek drogi”, Muzeum Narodowe, Varšava
- 2006 – „Re-wizja”, Warszawski Festiwal Fotografii Artystycznej, Galeria Spokojna, Varšava
- 2007 – „Czas zapamiętany. Mała Galeria 1977–2006”, CSW Zamek Ujazdowski, Varšava
- 2008 – „Dokumentalistki – polskie fotografki XX wieku”, Zachęta, Varšava
- 2012 – „Świat nie przedstawiony. Dokumenty polskiej transformacji po 1989 roku”, CSW Zamek Ujazdowski, Varšava
- 2021-2022 – „Jedyne. Nieopowiedziane historie polskich fotografek”, Dom Spotkań z Historią, Varšava

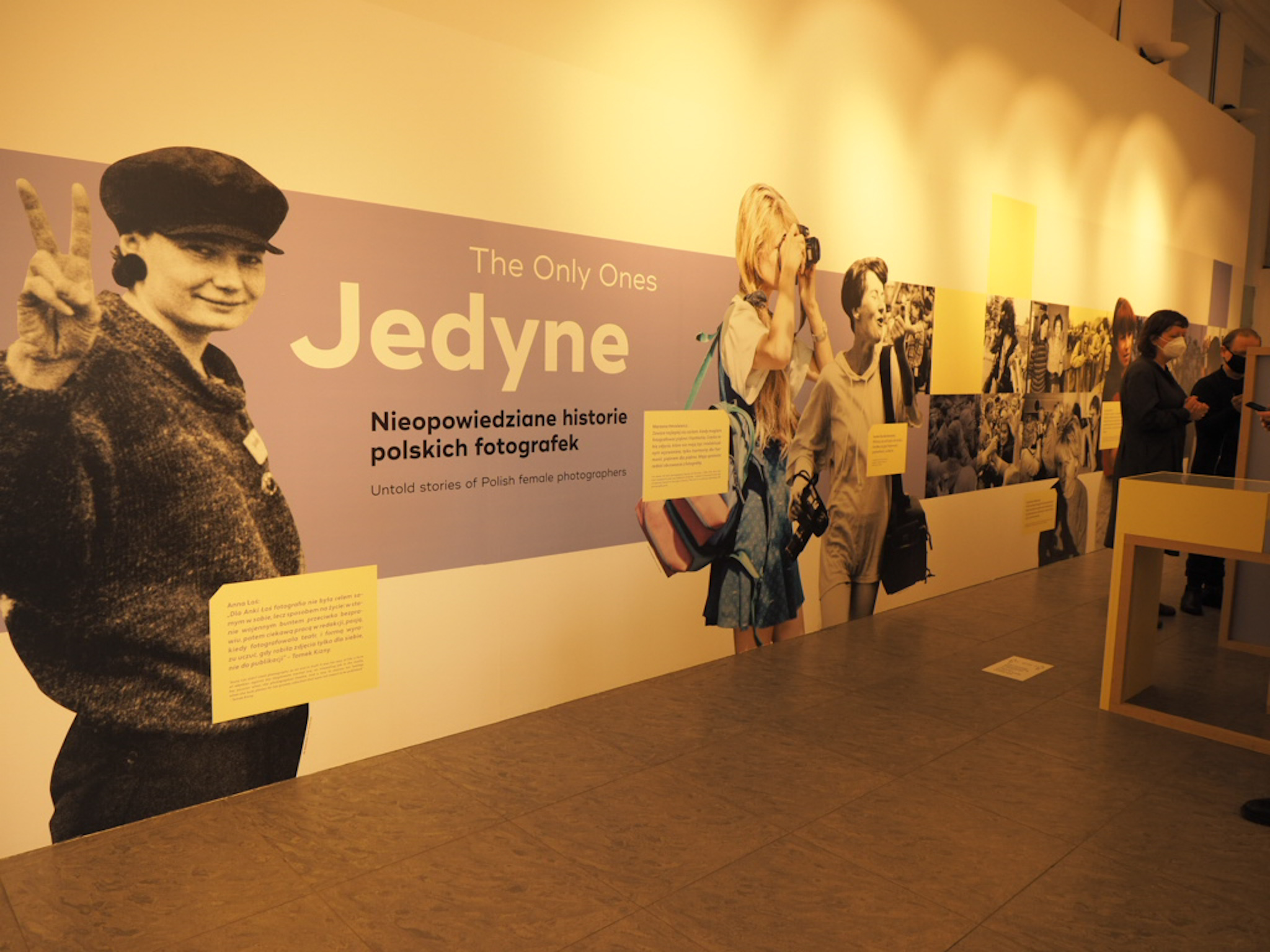
Výstava Jedyne. Nieopowiedziane historie polskich fotografek, Dom Spotkań z Historią, 2021

Na přelomu let 2021 a 2022 uspořádal Dom Spotkań z Historią ve Varšavě výstavu Jedyne. Nieopowiedziane historie polskich fotografek (Unikátní. Nevyprávěné příběhy polských fotografek), která doprovázela stejnojmennou knihu. Výstavu tvořilo téměř 150 fotografií třinácti polských fotografek, které v 70. až 90. letech 20. století byly často jedinými ženami v mužských týmech nebo pracovaly samostatně. Autorky se zabývaly různými druhy fotografie. Pracovaly také jako fotoeditorky nebo byly vedoucími fotografických oddělení v redakcích novin. Publikovaly v uznávaných polských i zahraničních tiskových titulech, prezentovaly fotografie v albech a na výstavách a pro mnohé z nich byla fotografie životním stylem. Byly to například: Anna Beata Bohdziewiczová, Iwona Burdzanowska, Joanna Helanderová, Marzena Hmielewiczová, Anna Michalak-Pawłowska, Anna Musiałówna, Anna Pietuszko-Wdowińska, Maja Sokołowska nebo Anna Łośová.